# لارس گرینی
لارس گرینی (انگلیسی: Lars Grini؛ زادهٔ ۲۹ ژوئن ۱۹۴۴) اسکی‌باز پرش اهل نروژ و از برندگان مدال‌های بازی‌های المپیک زمستانی است.